# فيل وارنر
فيل وارنر (بالإنجليزية: Phil Warner)‏ (2 فبراير 1979 بساوثهامبتون في المملكة المتحدة - ) هو لاعب كرة قدم بريطاني في مركز الدفاع. لعب مع إيستبورن بوروه وكامبريدج يونايتد ونادي برينتفورد ونادي ساوثهامبتون وهافانت أند ووترلوفيل وEastleigh F.C. ‏ وهايدلبرغ يونايتد ‏ وA.F.C. Totton ‏ ونادي ألدرشوت تاون.

## وصلات خارجية
- فيل وارنر على موقع قاعدة بيانات كرة القدم.إي يو (الإنجليزية)
- فيل وارنر على موقع Soccerbase.com (لاعب) (الإنجليزية)
- فيل وارنر على موقع عالم كرة القدم.نت (الإنجليزية)